# Don't Forget About Us
«Don't Forget About Us» (en español: «no te olvides de nosotros») es una canción coescrita por la cantante estadounidense Mariah Carey, Jermaine Dupri, Johnta Austin y Bryan Michael Cox, y grabada por Carey para el relanzamiento de su álbum de estudio The Emancipation of Mimi (2005). Coproducido por Carey, Dupri y Austin, fue lanzado como el quinto sencillo (cuarto en los Estados Unidos). Consiguiendo con este su décimo séptimo número uno. Lograría batir el récord de Elvis Presley tres años después con su sencillo Touch My Body.

## Sobre la canción
La canción es midtempo con mezclas del Rhythm & Blues de los 90, y su protagonista se lamenta de haber perdido un gran amor pero asegura que cuando es real es para siempre y que no lo olvide[cita requerida]. 
A diferencia de We Belong Together, otra canción de The Emancipation of Mimi, ella no está tan abatida, y ha aceptado que su examante está viendo a otra persona. De todas formas, ella no quiere que olvide lo que tuvieron juntos: "Nothing can compare to your first true love, so I hope this will remind you, when it's for real it's forever, so don't forget about us" ("Nada se compara a tu primer amor verdadero, entonces espero que esto te recuerde que cuando es en serio es para siempre, así que no te olvides de nosotros"). También le recuerda a su examante que no importa como sea la nueva chica, "I bet she can't do like me, she'll never be MC" ("Apuesto que no puede ser como yo, ella jamás será MC")

## Críticas
Carey ha sido acusada de repetir fórmulas si los sencillos eran exitosos. En el pasado, ha llamado la atención con temas como Heartbreaker  (1999) y Loverboy (2001), demasiado similares a canciones up-tempo como Dreamlover (1993) y Fantasy (1995). Muchos críticos han dibujado paralelismos entre Don't Forget About Us y We Belong Together, el segundo y más exitoso sencillo de The Emancipation of Mimi.
Chuck Taylor de la revista Billboard dijo sobre la canción: 

"Es como una continuación del hit anterior... Por sí mismo, "Forget es una sentida y satisfactoria canción, pero demuestra que Carey ha llegado a un limite de creatividad".

Bill Lamb de About.com, con una crítica más positiva, escribió: 

"No se compara con We Belong Together... [pero] los que querían variedad en Mariah Carey deberían buscar en otro lugar".

## Premios
- Nominación de la canción en los BET Awards de 2006 en la categoría "Viewer's Choice" de Bet.com.
- Nominación de la canción en los Grammy de 2007 en las categorías "Best R&B song" y "Best Female R&B Vocal Performance".

## Posicionamiento
| Lista (2005)                                        | Posición      |
| --------------------------------------------------- | ------------- |
| EE. UU., Billboard Hot 100                          | 1 (2 semanas) |
| EE. UU., Hot 100 Airplay                            | 1             |
| EE. UU., Billboard Pop 100                          | 2             |
| EE. UU., Billboard Pop 100 Airplay                  | 4             |
| EE. UU., Billboard Hot R&B/Hip-Hop Singles & Tracks | 1             |
| EE. UU., Billboard Adult R&B Airplay                | 12            |
| EE. UU., Billboard Hot Dance Music/Club Play        | 1             |
| EE. UU., Billboard Top 40 Mainstream                | 3             |
| EE. UU., Billboard Rhythmic Top 40                  | 2             |
| EE. UU., Billboard Hot Digital Tracks               | 22            |
| Finlandia                                           | 1             |

| Lista (2005)          | Posición |
| --------------------- | -------- |
| UK Singles Chart      | 11       |
| Australia             | 12       |
| Nueva Zelanda         | 12       |
| Canadá                | 17       |
| Suiza                 | 19       |
| Irlanda               | 25       |
| Dinamarca             | 25       |
| Holanda, Dutch Top 40 | 32       |
| Alemania              | 41       |
| Holanda               | 43       |
| Austria               | 61       |

- Datos: Q908938